# Austin Hooper
Austin Manuel Hooper (* 4. November 1994 in San Ramon, Kalifornien) ist ein US-amerikanischer American-Football-Spieler auf der Position des Tight Ends. Zurzeit spielt er für die New England Patriots in der National Football League (NFL). Von 2016 bis 2019 stand Hooper bei den Atlanta Falcons unter Vertrag, anschließend spielte er zwei Jahre lang für die Cleveland Browns sowie ein Jahr für die Tennessee Titans und die Las Vegas Raiders.

## Frühe Jahre
Hooper ging auf die Highschool in Concord, Kalifornien. Ab 2013 ging er auf die Stanford University. 2014 absolvierte er alle 13 Spiele für das Collegefootballteam.

## NFL

### Atlanta Falcons
Hooper wurde im NFL-Draft in der dritten Runde an 81. Stelle von den Atlanta Falcons ausgewählt. In der Preseason konnte er zwei Pässe im Spiel gegen die Jacksonville Jaguars nicht fangen, welche daraufhin intercepted wurden.  Am 4. Spieltag in seiner Rookie-Saison gelang ihm beim 48:33-Sieg gegen die Carolina Panthers sein erster Touchdown in der NFL nach einem 42-Yard-Pass von Matt Ryan. Am 15. Spieltag der Saison 2016 verletzte sich Hooper im Spiel gegen die San Francisco 49ers und fiel somit für den Rest der Saison aus. Die Falcons erreichten den Super Bowl LI, welcher mit 28:34 verloren wurde. Hooper fing einen Touchdownpass von Matt Ryan.

### Cleveland Browns
Nach dem Auslaufen seines Vertrags in Atlanta nahmen die Cleveland Browns Hooper im März 2020 unter Vertrag. Mit den Browns einigte er sich auf einen Vierjahresvertrag über 42 Millionen Dollar, was Hooper zum bestbezahlten Tight End der Liga machte. In zwei Jahren für die Browns fing Hooper 84 Pässe für 780 Yards und sieben Touchdowns. Am 17. März 2022 wurde er von den Browns entlassen.

### Tennessee Titans
Am 21. März 2022 unterschrieb Hooper einen Einjahresvertrag bei den Tennessee Titans.

### Las Vegas Raiders
Im März 2023 nahmen die Las Vegas Raiders Hoopers unter Vertrag.

### New England Patriots
Am 14. März 2024 schloss Hooper sich den New England Patriots an.